# André Donni

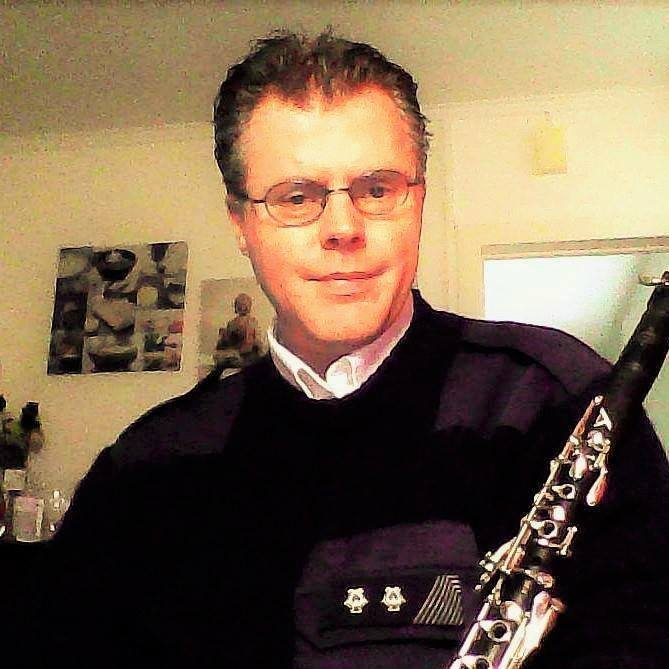

André Donni (* 15. August 1971 in Mechelen) ist ein belgischer Jazzmusiker (Klarinette, Tenorsaxophon).

## Leben und Wirken
Donni stammt aus einer Musikerfamilie; sein Vater, der Jazz- und Bluesgitarrist Willy Donnie (1936–2017), führte ihn an die Musik heran. Im Alter von acht Jahren begann er mit dem Klarinettenspiel. Er studierte klassische Musik. 1983 legte er mit seinem Vater eine Single vor, spielte aber auch mit anderen bekannten Jazzmusikern des belgischen Mainstream-Jazz. Er ist tief im traditionellen Jazz verwurzelt. Seit dem Alter von 18 Jahren wirkte er als Berufsmusiker in der belgischen Szene.
Mit dem Quartett  A Drum Is A Woman legte Donni 1994 eine Bearbeitung der Far East Suite von Duke Ellington vor. Mit dem Pianisten Charles Loos gründete er ein Quartett, das die Alben Unknown Mallow (1996) und Just One of Those Things (2002) veröffentlichte. Mit Loos und Les Aissawas de Rabat entstand 1997 Chou’our Moutabadila. 
Im Jahr 2005 wurde Donni Mitglied der Band des Gypsy-Jazz-Gitarristen Lollo Meier, mit dem die Alben Hondarribia (2005) und Fleur Manouche (2011) vorgelegt wurden. Mit Feigeli Prisor entstand das Album Fetela (2012). Aktuell ist er Mitglied des Hotclub de Bruges (Swing du Chef, 2003). Er ist auch auf Alben von Félix Simtaine, von Lisa Margo und mit Paul Dubois and the Sweet Substitutes zu hören.

## Diskografische Hinweise
- 1994: A Drum Is a Woman: The Far East Suite (G & G Records, mit Jokke Schreurs, Walter Poppeliers, Patrick Wante)
- 1996: Charles Loos - André Donni: Unknown Mallow (Igloo Records, mit Philippe Aerts, Rick Hollander)
- 1997: Charles Loos - André Donni - Aissawas de Rabat: Chou’our Moutabadila (Igloo Records)
- 2002: Charles Loos - André Donni: Just One of Those Things (Wazif, mit Jean Van Lint, Luc Vanden Bosch)